# Cirurgia refractiva
La cirurgia refractiva busca corregir definitivament els defectes refractius de la miopia, hipermetropia i astigmatisme perquè no sigui necessari l'ús d'ulleres o lents de contacte.
Existeixen nombroses tècniques com el làser excímer, les lents fàquiques, incisions astigmàtica o lents intraoculars.

## Tècniques
- Lensectomia refractiva
- Queratectomia fotorefractiva (PRK)
- Amb queratomileusi:
  - Queratomileusi assistida per làser amb epiqueràtom (Epi-LASIK)
  - Queratomileusi in situ assistida per làser (LASIK)
  - Queratomileusi subepitelial assistida per làser (LASEK)